# Heinrich von Hessen
Heinrich Donatus Philipp Umberto Prinz und Landgraf von Hessen (Kiel, 17 oktober 1966) is na het overlijden van zijn vader sinds 2013 hoofd van het huis Hessen. Hij voert het predicaat Koninklijke Hoogheid en als hoofd de titel Landgraf von Hessen.
Donatus is de oudste zoon van Moritz Prinz und Landgraf von Hessen Kassel (1926-2013) en zijn vrouw Tatjana Prinzessin zu Sayn-Wittgenstein-Berleburg (1940).
In 2003 trouwde hij met Floria-Franziska Gräfin von Faber-Castell. In 2007 werd uit dit huwelijk een tweeling geboren: Paulina Elisabeth en Moritz Ludwig. In 2012 werd het gezin nog uitgebreid met de geboorte van August.